# Grote zaagbek
De grote zaagbek (Mergus merganser) is een vogel uit de familie van de eendachtigen (Anatidae). De wetenschappelijke naam van de soort werd in 1758 gepubliceerd door Carl Linnaeus. De naam 'merganser' nam hij over van Conrad Gesner, Ulisse Aldrovandi, Francis Willughby en John Ray, die hem als geslachtsnaam voor de soort gebruikten.
Het dier komt voor in zowel het Palearctisch als het Nearctisch gebied.

## Veldkenmerken
Deze dieren hebben een slank, gestroomlijnd lichaam. De lange smalle snavel heeft gezaagde randen. Vrouwtjes zijn grijs met bruin, met een roodbruine kop, mannetjes bleekroze met een zwarte rug en een groene kop. De lichaamslengte bedraagt 58 tot 66 cm en het gewicht 1,5 tot 2 kg.

## Leefwijze
Zijn voedsel bestaat voornamelijk uit kleine vissen.

## Verspreiding
Deze soort komt voor in de meest uiteenlopende habitats in Noord-Amerika, Europa en Azië. Dit dier is deels trekvogel.
Er worden drie ondersoorten onderscheiden:
- M. m. merganser: IJsland en noordelijk Eurazië.
- M. m. orientalis: centraal Azië.
- M. m. americanus: Canada en de westelijke Verenigde Staten.

## Status
De grootte van de populatie is in 2015 geschat op 1,7-2,4 miljoen vogels. Op de Rode lijst van de IUCN heeft deze soort de status niet bedreigd.

## Galerij
- Duikende grote zaagbek
- Grote zaagbek poetsend op ijs